# برينر ألفيس سابينو
برينر ألفيس سابينو (مواليد 10 فبراير 1999) هو لاعب كرة قدم برازيلي.

## وصلات خارجية
- برينر ألفيس سابينو على موقع رابطة كرة القدم اليابانية للمحترفين (اليابانية)
- برينر ألفيس سابينو على موقع قاعدة بيانات كرة القدم.إي يو (الإنجليزية)
- برينر ألفيس سابينو على موقع Soccerway.com (الإنجليزية)
- برينر ألفيس سابينو على موقع عالم كرة القدم.نت (الإنجليزية)